# Eupatorium
Eupatorium L., 1753 è un genere di piante spermatofite dicotiledoni appartenenti alla famiglia delle Asteraceae, dall'aspetto di piante erbacee perenni di media grandezza.

## Etimologia
Il nome del genere (Eupatorium) deriva dal greco: “nascita da padre nobile”. Qui si fa riferimento a Mitriade Eupatore, che fu re del Ponto nel I secolo a.C. e al quale si attribuisce il primo utilizzo medicinale. 

In effetti le specie di questo genere nel corso del tempo hanno assunto varie denominazioni volgari specialmente nell'ambito della medicina popolare, questo serve a sottolineare le proprietà farmaceutiche e medicinali delle Eupatorie anche se attualmente questo impiego è stato alquanto ridimensionato a causa di alcune sostanze epatotossiche presenti in queste piante.

## Morfologia
In prevalenza sono piante erbacee perenni con pochissime specie a ciclo annuale. L'aspetto può essere suffruticoso, ma anche arbustivo (raramente arborescente – caso tipico delle specie tropicali).

### Radici
Per le piante di piccole dimensioni le radici sono secondarie da rizoma.

### Fusto
Notevole è il divario dell'altezza del fusto secondo le varie specie: si parte da 50 cm fino ad arrivare ai 3 metri e oltre.

### Foglie
Le foglie, contrariamente alla quasi totalità delle specie della famiglia delle Asteraceae, sono verticillate, ma vi sono casi anche di foglie a disposizione opposta o alterna. Sono coriacee, picciolate e normalmente semplici (in pochi casi sono composte).

### Infiorescenza
I capolini fiorali omogenei rappresentano quasi una regola per le infiorescenze di questo genere. I suoi fiori (privi di quelli raggiati o ligulati– sono presenti solo quelli tubulosi) si raccolgono in densi grappoli corimbosi; questi possono essere appiattiti, rotondi o meno di frequente a pannocchia. Ogni capolino in media ha 5 fiori (o più) e sono straordinariamente molto simili tra di loro.

### Fiori
I fiori sono tubolari ed hanno l'involucro (insieme di calice e corolla) di forma cilindrica ma anche semisferico ed è formato da scaglie sovrapposte. Il colore dei fiori è principalmente rosso -porporino, ma vi sono specie con colori rosa, rosa pallido fino a bianchi, ma anche (sebbene più raramente) lillacino, blu o violetto. Non esistono varietà gialle. I fiori di norma sono ermafroditi, tetraciclici (con calice, corolla e organi riproduttivi maschili e femminili), pentameri
- Corolla: la corolla è tubolare con 4 – 5 denti o lobi.
- Androceo: gli stami sono 5 e le antere sono arrotondate alla base.
- Gineceo: lo stilo è diviso in due parti (stilo bifido); queste possono essere capillari o rigonfie e di norma sporgono oltre la corolla; l'ovario è infero, uniloculare formato da 2 carpelli.
- Impollinazione: tramite insetti (fecondazione entomogama).

### Frutti
I frutti sono del tipo achenio con 5 coste longitudinali coronati da un pappo molto vistoso composto da setole quasi sempre biancastre.

## Distribuzione e habitat
- Geoelemento: il genere  è nativo delle regioni temperate e sub tropicali dell'emisfero boreale.
- Diffusione: la diffusione nei 5 continenti è quasi totale.

## Tassonomia
La famiglia delle Asteraceae è la famiglia vegetale più numerosa, organizzata in quasi 1000 generi per un totale di circa 20.000 specie. Al genere Eupatorium sono assegnate numerose specie (da 300 a 600 secondo i vari autori) quasi tutte localizzate alla sola flora spontanea dell'America (soprattutto centrale e meridionale - subtropicale), mentre in Europa se ne trovano spontanee solo 4 - 5, anzi nella zona occidentale dell'Europa (e quindi in Italia) una sola specie è presente: Eupatorium cannabinum. Il genere Eupatorium è quindi tipicamente connesso con climi caldi.

Le prime documentazioni moderne di questo genere le abbiamo per opera del botanico francese Joseph Pitton de Tournefort (1656-1708) che è stato anche il primo a nominarlo. Nome ripreso e confermato nel 1735 da Carl von Linné.

La classificazione di questo genere  è così organizzata:
Famiglia: Asteraceae, definita dal botanico e politico belga Barthélemy Charles Joseph Dumortier (1797-1878) nel 1822.
Sottofamiglia: Eupatorioideae (Cass.) Lindl. in Loud. in una pubblicazione del 1829; (ma secondo altre classificazioni la sottofamiglia è quella delle Tubuliflorae; oppure quella delle Asteroideae).
Tribù: Eupatorieae  definita dal botanico e naturalista francese Alexandre Henri Gabriel de Cassini (1781-1832) nel 1819.
Sottotribù:  Eupatoriinae ancora assegnata da Dumortier nel 1829.
Genere: Eupatorium Carl von Linné (1753)

Inoltre è da rilevare che nelle classificazioni più vecchie la Famiglia delle Asteraceae viene chiamata Compositae. 

Nel corso del tempo attorno a questo genere  vi sono stati degli spostamenti classificatori di alcune specie: per esempio le specie dei generi Conocliunium e Hebeclinium sono state inglobate nel genere Eupatorium; viceversa alcune specie sono passate ad altri generi  come as esempio Eupatorium adenophorum → Ageratina adenophora oppure Eupatorium sordidum → Bartlettina sordida (alla fine di questo paragrarfo sono elencati i nuovi generi). Questo indica che il genere Epatorium presenta non poche difficoltà di classificazione. Ciò è evidente anche dalla nutrita schiera di sinonimi presenti nelle classificazioni di questo genere.

Usando il sistema delle chiavi dicotome le varie specie (vista la vastità del genere per semplicità sono state scelte tra quelle più conosciute e coltivate) si possono dividere secondo le seguenti caratteristiche:
- Gruppo 1A : piante con foglie composte a 3 – 5 lobi lanceolato– acuti; il margine della lamina fogliare è dentato; la pagina inferiore della foglia è punteggiata da ghiandole trasparenti; il colore dei fiori è rosato o bianco;

(Eupatorium cannabinum)
- Gruppo 1B : gli altri casi;
  - Gruppo 2A : le foglie sono tutte semplici (indivise);
    - Gruppo 3A : tutte le foglie (o solo quelle superiori) sono a disposizione alterna;
      - Gruppo 4A : le foglie sono tutte alterne; la forma è oblungo-lanceolata; il margine fogliare è dentato; i fiori sono bianchi alla fioritura, poi rosa vivo;

(Eupatorium lasseauxii)
- Gruppo 4B : le foglie inferiori sono opposte, quelle superiori sono alterne;

- Gruppo 5A : il ricettacolo è conico;

(Eupatorium coelestinumi)
- Gruppo 5B :  il ricettacolo è piano e i fiori sono bianchi;

(Eupatorium urticaefolium)
- Gruppo 3B : tutte le foglie (o solo quelle superiori) sono a disposizione opposta;

- Gruppo 6 : le foglie sono tutte opposte e il fusto è legnoso

- Gruppo 7A : le foglie hanno la forma ovalo – lanceolata e sono ristrette al picciolo;

(Eupatorium ianthinum)
- Gruppo 7B : le foglie sono cuoriformi su piante completamente pelose (peli rosso – bruni);

(Eupatorium atrorubens)
- Gruppo 7C : le foglie hanno prevalentemente la forma di un cuore e sono più o meno glabre; i fiori sono lillacino – rossastri;

(Eupatorium megalophyllum)
- Gruppo 7D : i piccioli sono alati; la forma delle foglie è ellittico – ottusa; le piante si presentano come piccoli alberetti glabri; ogni capolino contiene da 6 a 13 fiori bianchi:

(Eupatorium micranthum)
- Gruppo 7E : i piccioli delle foglie non sono alati; la forma delle foglie è ovalo – lanceolata; i capolini hanno numerosissimi fiori tutti bianchi;

(Eupatorium glechonophyllum)
- Gruppo 2B : le foglie inferiori sono verticillate  per 3-6; quelle superiori sono opposte; tulle foglie sono lanceolate; i fiori sono porporini;

(Eupatorium purpureum)

Questa sistematica comunque non è adottata dai floricoltori i quali preferiscono suddividere le specie in base a caratteristiche più evidenti in base ai loro utilizzi: specie rustiche o semirustiche (da serra fredda o temperata)  all'interno delle quali si operano ulteriori divisioni sulla base cromatica dei fiori.

### Generi alternativi per alcune specie diEupatorium
Secondo alcuni autori buona parte delle specie di Eupatorium si devono riclassificare in altri generi. L'elenco che segue comprende alcuni di questi nuovi generi (il numero delle specie per ogni genere è puramente indicativo):
- Ageratina Spach: 20 specie
- Bartlettina R.M.King & H.Rob. : 1 specie
- Chromolaena DC. : 9 specie
- Condylidium R.M.King & H.Rob. : 2 specie
- Conoclinium DC. : 3 specie
- Critonia P.Browne: 1 specie
- Cronquistianthus R.M.King & H.Rob.
- Fleischmannia Sch.Bip.
- Flyriella R.M.King & H.Rob. : 2 specie
- Hebeclinium DC. : 1 specie
- Koanophyllon Arruda: 5 specie
- Mikania Willd. : 13 specie
- Tamaulipa R.M.King & H.Rob. : 2 specie

## Usi

### Farmacia
Queste piante hanno sempre interessato la civiltà europea fin dai tempi antichi per le proprietà medicinali e curative. Di seguito descriviamo le caratteristiche di qualche specie di particolare interesse.
- Eupatorium cannabinum: nelle foglie e nelle radici è presente un glucoside (comune alla maggior parte delle specie del genere) chiamato “eupatorina” che anticamente veniva usato per curare diverse patologie; attualmente il suo uso sembra limitato alla guarigione dell'idropisia. Le foglie preparate in infusi sono amare e stomachiche con proprietà antisettica.
- Eupatorium ayapana: a Cuba con le foglie di questa specie si prepara un infuso (come il tè) con proprietà digestive e stimolanti. Di questa pianta Georges Marie Louis Dumont de Courset (1746 – 1824), agronomo e botanico francese, ne decantava le proprietà antiscorbutiche e la definiva un valido “alessifarmaco”.
- Eupatorium perfoliatum: le foglie secche e i fiori di questa pianta hanno proprietà emetiche, diaforetiche, stimolanti e catartiche. Venivano usate nella medicina popolare dell'America del Nord. Attualmente hanno impiego come tonico gastrico nelle dispepsie in quanto contengono oltre alla già citata Eupatorina, un olio etereo, resine e tannini vari.
- Eupatorium stoechadesmum: nell'Annam le foglie di questa specie sono usate per le proprietà toniche e afrodisiache. Sempre nella stessa regione si coltivano queste piante poiché con le foglie si aromatizzano le noci di Areca (Areca catechu).
- Eupatorium triplinerve: nell'America tropicale tali piante sono usate come condimento alle pietanze in quanto stimolano la digestione.
- Eupatorium chinense: è un'altra specie medicinalmente interessante propria della flora spontanea dell'arcipelago Giapponese e della Cina.

Per concludere questo paragrafo è da dire che in parte queste piante contengono anche alcaloidi pirrolizidinici che hanno proprietà epatotossiche e cancerogene. Gli effetti indesiderati comprendono tremori muscolari, debolezza, e costipazione; in quantità elevate può essere anche mortale.

### Giardinaggio
Un interesse maggiore, più esteso e più attuale, per queste, piante è nel giardinaggio. Quelle rustiche vengono impiegate nell'ornamentazione di estesi tappeti erbosi,  alla formazione di giardini paesaggistici e di bordure erbacee; mentre le altre trovano prevalente impiego come piante da fiore reciso anche per il fatto che spesso la loro fioritura è in pieno inverno quando c'è scarsità di piante fiorite locali.

Le prime specie importate dall'America verso la prima metà del Seicento sono E. purpureum  e E. urticaefolium . Mentre è del 1659 la prima notizia che si riferisce alla coltivazione in Europa della specie   E. maculatum . Al 1699 si devono le prime importazioni della specie  E. altissumum . E sempre dall'America nel 1739 arrivava un'altra specie: E. aromaticum . Quindi al termine del XVIII secolo si può ben dire che gli “Eupatorii” erano diffusi ormai ovunque nei giardini europei.

### Industria
Alcune specie trovano uso anche nell'industria:
- Eupatorium rebaudianum  : è una specie perenne dell'America meridionale (Paraguay). Contiene l'”estevina”, un glucoside con un potere dolcificante 150 volte superiore a quello dello zucchero di canna (Saccharum officinarum).
- Eupatorium indigofera  : le foglie servono per colorare i tessuti di un bellissimo blu. Uso per il momento limitato ad alcune regioni tra l'Argentina e il Paraguay.
- Eupatorium dalea  : è una pianta fortemente odorosa in quanto contiene la Cumarina. Si trova nelle Indie Occidentali e Sud America. La Cumarina è un aromatizzante usato in Europa tra l'altro in alcuni dolci industriali alla cannella (Cinnamomum zeylanicum). È da rilevare comunque che l'Ufficio Federale della Sanità Pubblica della Germania (Berna, 03.11.2006) ha dato istruzione agli organi esecutivi di ritirare dal mercato determinati prodotti alimentari che contengono un tenore eccessivo di cumarina in quanto in quantità rilevanti può causare l'epatite.

## Altre informazioni
Diverse specie di Eupatorium servono da alimento per alcuni bruchi e lepidotteri tra i quali: 
- alcune specie del genere Bucculatrix della famiglia delle Bucculatricidae Wallengren (1881);
- la specie Chloroclystis v-ata Haworth (1809) (genere Chloroclystis, famiglia Geometridae);
- la specie Eupithecia absinthiata Clerck (1759) (genere Eupithecia, famiglia Geometridae);
- la specie Schinia trifascia (genere Schinia, famiglia Noctuidae);
- alcune specie del genere Coleophora Hübner (1822) della famiglia delle Coleophoridae Hubner, 1825.

## Galleria d'immagini

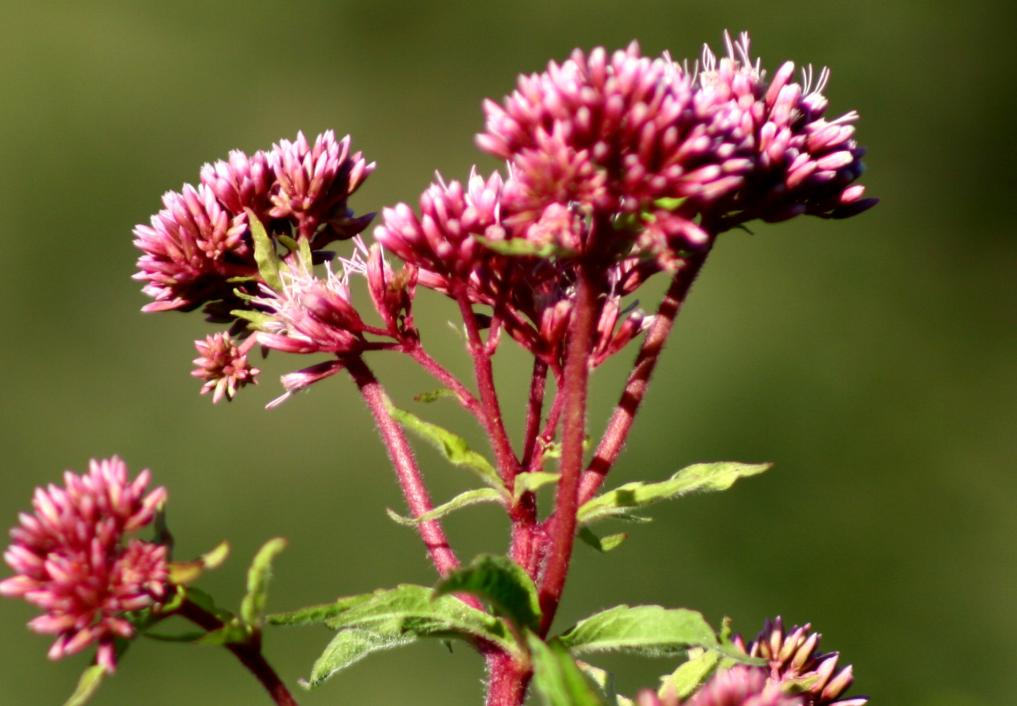
E. cannabinum
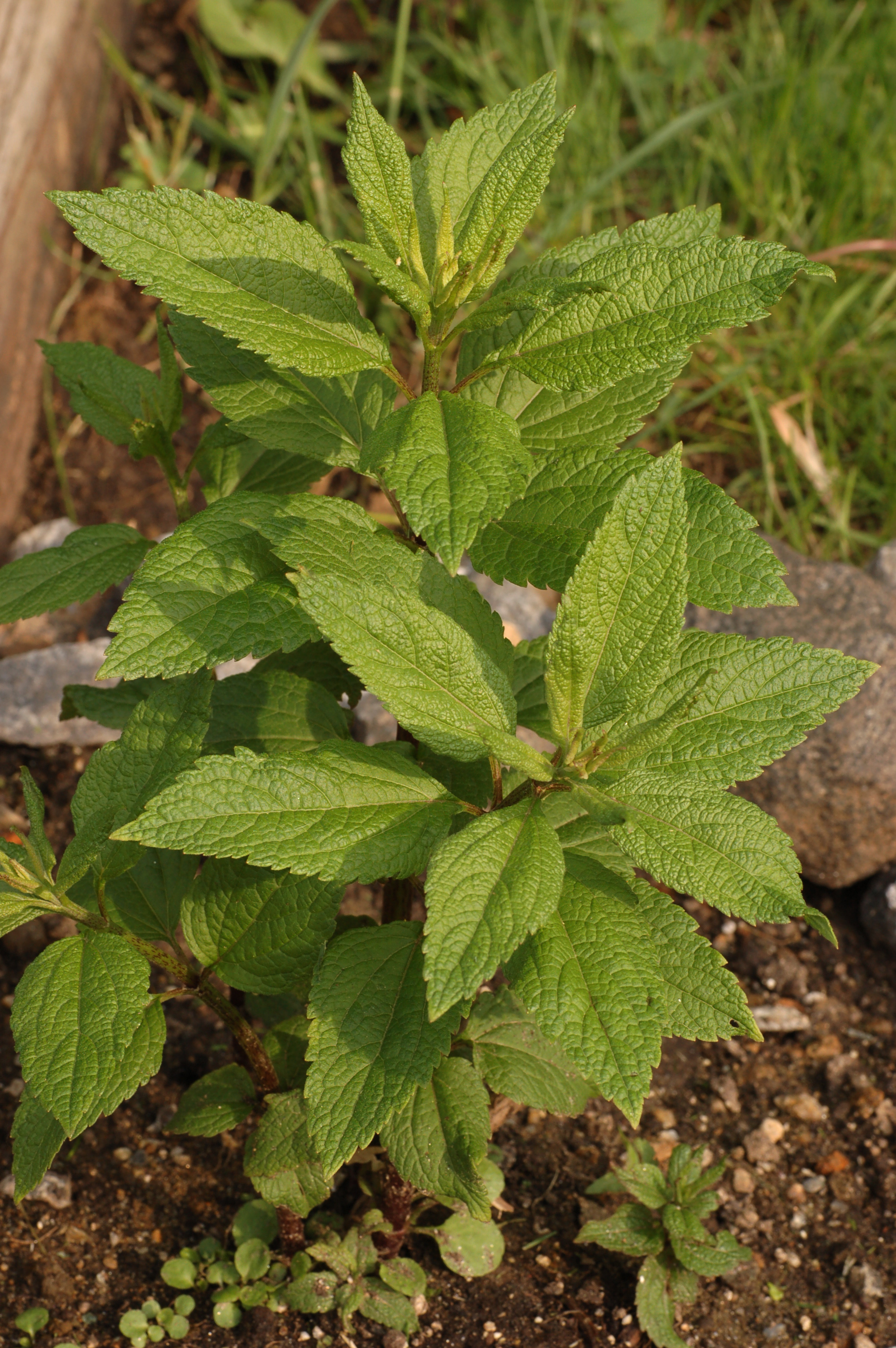
E. dubium
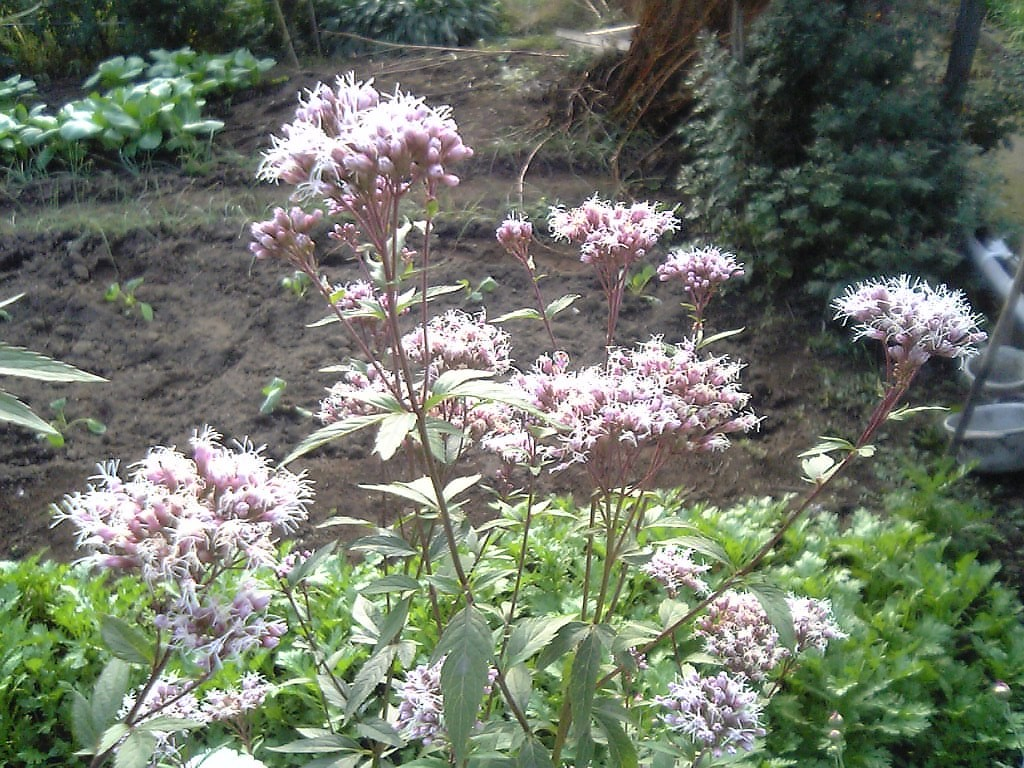
E. japonicum
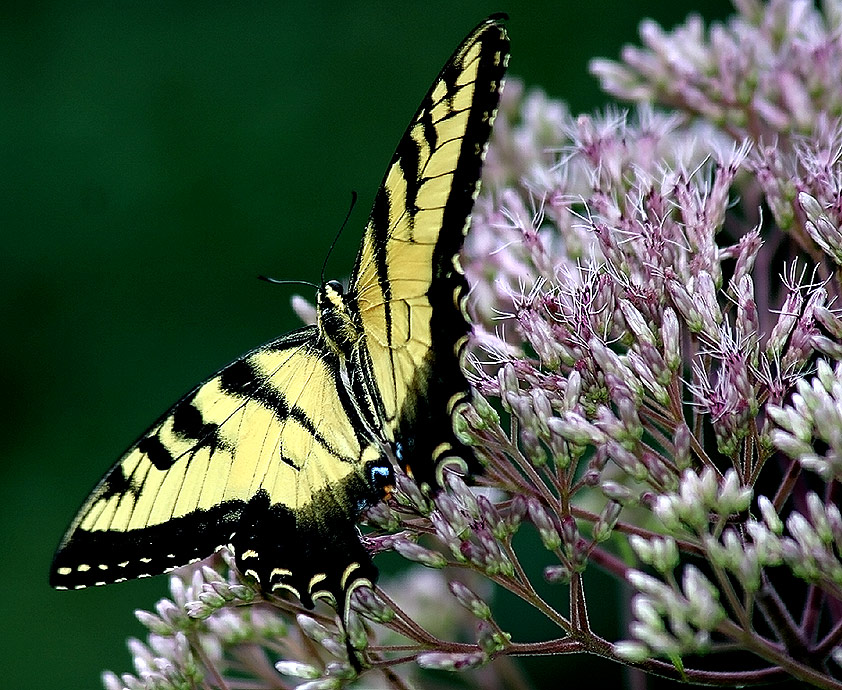
E. fistulosum
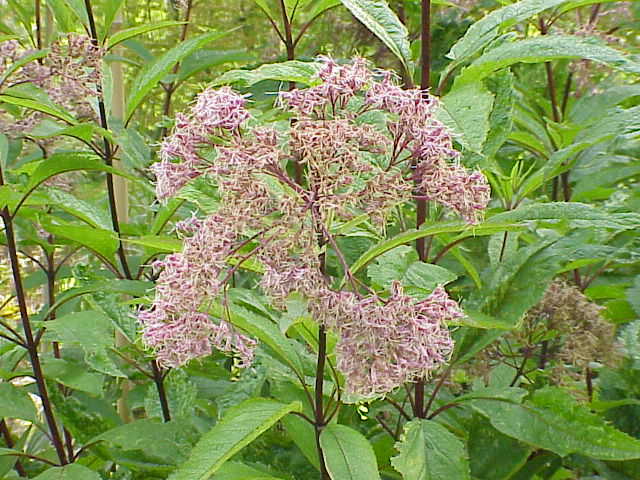
E. purpureum